# Балмаш, Леонид Маркович
Леонид Маркович Балмаш (01.04.1930 — ?) — механизатор объединения Кантемирского районного совета колхозов Молдавской ССР, Герой Социалистического Труда (07.03.1980).
Родился 1 апреля 1930 года в с. Плешены (сейчас — Кантемирский район Молдавии).
В 1946—1975 гг. механизатор, бригадир тракторной бригады колхоза им. Суворова Баймаклийского (Кантемирского) района Молдавской ССР.
С 1975 года руководитель механизированного отряда № 2 Кантемирского районного совета колхозов (объединения механизации и электрификации сельскохозяйственного производства).
Один из инициаторов внедрения в Молдавской ССР индустриальных технологий возделывания сельскохозяйственных культур.
B 1979 году его отрядом получено по 86,5 ц/га зерна на площади 145 га.
Член КПСС с 1965 года. Делегат 26-го съезда КПСС (1981).
Герой Социалистического Труда (07.03.1980). Награждён 2 орденами Ленина.